# Балдин, Андрей Николаевич
Андре́й Никола́евич Ба́лдин (21 января 1958, Москва, СССР — 30 ноября 2017, Москва, Россия) — советский и российский эссеист, книжный график, дизайнер, архитектор, писатель.

## Биография
Родился в 1958 году в Москве.
Окончил Московский архитектурный институт (МАрхИ).
Основатель литературной группы «Путевой журнал».
Главный дизайнер газеты «Первое сентября».

## Участие в творческих и общественных организациях
- Член Союза журналистов Москвы
- Член Союза российских писателей

## Литературные премии
- 2009 — Список финалистов премии «Большая книга», первый приз читательских симпатий (книга «Протяжение точки»).
- 2010 — Список финалистов премии «Большая книга» (книга «Московские праздные дни»).

### Публикации Андрея Балдина

#### Книги
- Балдин Андрей. Москва. Портрет города в пословицах и поговорках. — М.: Радуга, 1997. — 48 с.
- Балдин Андрей. Протяжение точки: Литературные путешествия. Карамзин и Пушкин. — М.: Эксмо, 2009. — 576 с. — 3000 экз. — (Лауреаты литературных премий). — ISBN 978-5-699-38995-7
- Балдин Андрей. Московские праздные дни (недоступная ссылка). — М.: Астрель, Олимп, 2010. — 576 с. — 4000 экз. — ISBN 978-5-271-23741-6, ISBN 978-5-7390-2341-4
- Балдин Андрей. Новый Буквоскоп, или Запредельное странствие Николая Карамзина.  —  М.: Бослен, 2016.  — 272 с.: ил.  — 1000 экз.  — ISBN 978-5-91187-262-5

#### Интервью
- Данилова Дарья. Путешествие русского слова. Финалист «Большой книги» Андрей Балдин о «степном царе» Гоголе, «времяведе» Толстом и кирпичах, набитых буквами // НГ Ex libris. — 6 августа 2009 года.
- Завгородняя Дарья. Номинант премии «Большая книга-2009» Андрей Балдин в гостях у «КП» // Комсомольская правда. — 15 октября 2009 года.
- Завгородняя Дарья. Писатель Андрей Балдин: «В Москве каждый день праздник» // Комсомольская правда. — 23 октября 2009 года.
- Россия и русский язык: путешествие во времени: Online конференция с Борисом Евсеевым и Андреем Балдиным // РИА Новости. — 16 октября 2009 года.
- Андрей Балдин в программе «Действующие лица» (недоступная ссылка — история) // Москва.FM. — 30 ноября 2009 года.
- Мокрушина Елена. Писатель Андрей Балдин: «Алексей Иванов – настоящий пермский мифотворец» // Аргументы и факты Прикамье. — 10 сентября 2010 года.
- Рычкова Ольга. Нарисованный человек. Финалист «Большой книги» Андрей Балдин о пляшущих буквах, цветных словах и ажурном календаре // Российская газета — Федеральный выпуск. — 14 сентября 2010 года. — № 5285 (206).
- Главкнига. Чтение, изменившее жизнь // НГ Ex libris. — 27 марта 2014 года.

#### Публичные выступления
- Выступление на открытии клуба общества «Архнадзор» // Грани.ру. — 2009. — 11 декабря.

### Об Андрее Балдине
- Андрей Балдин. «Протяжение точки» (недоступная ссылка) // Time Out Петербург. — 2009.
- Андрей Балдин: «Пространство настраивает слово» // Культура. — 2009. — 13 октября.
- Чупринин С. И. Балдин Андрей Николаевич // Чупринин С. И. Русская литература сегодня. Малая литературная энциклопедия. — М.: Время, 2012. — С. 69. — ISBN 978-5-9691-0679-6